# Karya Mukti (Maro Sebo Ilir)
Karya Mukti is een bestuurslaag in het regentschap Batang Hari van de provincie Jambi, Indonesië. Karya Mukti telt 1211 inwoners (volkstelling 2010).